# Suore francescane dell'Immacolata Concezione (Palagano)
Le Suore Francescane dell'Immacolata Concezione, dette di Palagano (sigla I.S.F.), sono un istituto religioso femminile di diritto pontificio

## Storia
Le origini della congregazione risalgono a un monastero di terziarie regolari francescane che esisteva a Palagano almeno dal XVI secolo e che fu dissolto nel 1810 per la soppressione napoleonica: il parroco del luogo, per ripristinare il monastero, fece giungere da Forlì quattro terziarie (Maria Luisa Zauli, Serafina Farolfi, Margherita Berti e Teresa Ravaglia) che il 25 febbraio 1881 ridettero vita alla comunità.
La casa di Palagano, con annessi noviziato e collegio, rimase a lungo l'unica della congregazione: nel 1922 la Zauli aprì la prima filiale a Modena dove, nel 1967, fu trasferita la casa generalizia. La prima missione all'estero fu fondata nel 1970 in Madagascar.
L'istituto ricevette il pontificio decreto di lode l'8 marzo 1938 e l'11 marzo 1946 la Santa Sede concesse l'approvazione definitiva dell'istituto e delle sue costituzioni; le francescane di Palagano sono aggregate all'ordine dei frati minori dall'11 settembre 1940.

## Attività e diffusione
Le suore si dedicano principalmente all'istruzione e all'educazione cristiana della gioventù.
Oltre che in Italia, sono presenti in Madagascar e in Paraguay; la sede generalizia è a Bologna.
Alla fine del 2008 la congregazione contava 117 religiose in 16 case.